# Illes Amakusa
Les Illes Amakusa o Arxipèlag Amakusa (en japonès: 天草諸島, Amakusa-shotō) són un arxipèlag situat a l'oceà Pacífic occidental, entre la mar de la Xina Oriental i l'illa de Kyūshū, de la qual el separa el mar de Yatsushiro.
Administrativament les Illes Amakusa es divideixen en les ciutats de Amakusa i Kami-Amakusa i la vila de Reihoku (dins del Districte d'Amakusa a la prefectura de Kumamoto) i la vila de Nagashima (dins del Districte d'Izumi a la prefectura de Kagoshima). Aquest darrer municipi tan sols comprèn l'Illa de Nagashima.